# Tour d'Émilie 2021
La 104e édition du Tour d'Émilie, une course cycliste masculine a lieu en Italie le 2 octobre 2021. La course, disputée sur 195,3 kilomètres entre Casalecchio di Reno et San Luca, fait partie du calendrier UCI ProSeries 2021 (deuxième niveau mondial) en catégorie 1.Pro. C'est également une manche de la Coupe d'Italie de cyclisme sur route 2021.
L'épreuve est remportée pour la deuxième fois par Primož Roglič : il devance sur le podium ses compagnons d'échappée, le Portugais João Almeida et le Canadien Michael Woods.

## Équipes participantes
| WorldTeams (14)- Astana-Premier Tech - AG2R Citroën Team - Bora-Hansgrohe - Deceuninck-Quick Step - EF Education-Nippo - Groupama-FDJ - Ineos Grenadiers - Israel Start-Up Nation - Jumbo-Visma - Lotto Soudal - Team BikeExchange - Qhubeka NextHash - Trek-Segafredo - UAE Team Emirates ProTeams (7)- Androni Giocattoli-Sidermec - Bardiani CSF Faizanè - Eolo-Kometa - Gazprom-RusVelo - Arkéa-Samsic - TotalEnergies - Vini Zabù Équipes continentales (4)- Beltrami TSA-Tre Colli - General Store Essegibi F.lli Curia - Mg.k Vis VPM - Work Service-Marchiol-Dynatek |
| |

## Classements

### Classement final
| \| Classement général \| Classement général \| Classement général \| Classement général \| Classement général \| \| Coureur \| Coureur \| Pays \| Équipe \| Temps \| \| ------------------ \| ------------------ \| ------------------ \| ---------------------- \| ------------------ \| \| 1er \| Primož Roglič \| Slovénie \| Jumbo-Visma \| 4 h 54 min 26 s \| \| 2e \| João Almeida \| Portugal \| Deceuninck-Quick Step \| + 3 s \| \| 3e \| Michael Woods \| Canada \| Israel Start-Up Nation \| + 5 s \| \| 4e \| Adam Yates \| Royaume-Uni \| Ineos Grenadiers \| + 9 s \| \| 5e \| Remco Evenepoel \| Belgique \| Deceuninck-Quick Step \| + 28 s \| \| 6e \| Dan Martin \| Irlande \| Israel Start-Up Nation \| + 1 min 23 s \| \| 7e \| Bauke Mollema \| Pays-Bas \| Trek-Segafredo \| + 1 min 45 s \| \| 8e \| Diego Ulissi \| Italie \| UAE Team Emirates \| + 1 min 46 s \| \| 9e \| Ben Hermans \| Belgique \| Israel Start-Up Nation \| + 1 min 50 s \| \| 10e \| Nairo Quintana \| Colombie \| Arkéa-Samsic \| + 1 min 59 s \| |                 |             |                        |                 |
| |                 |             |                        |                 |
| Source : ProCyclingStats |                 |             |                        |                 |
| Classement général |                 |             |                        |                 |
| Coureur | Coureur         | Pays        | Équipe                 | Temps           |
| 1er | Primož Roglič   | Slovénie    | Jumbo-Visma            | 4 h 54 min 26 s |
| 2e | João Almeida    | Portugal    | Deceuninck-Quick Step  | + 3 s           |
| 3e | Michael Woods   | Canada      | Israel Start-Up Nation | + 5 s           |
| 4e | Adam Yates      | Royaume-Uni | Ineos Grenadiers       | + 9 s           |
| 5e | Remco Evenepoel | Belgique    | Deceuninck-Quick Step  | + 28 s          |
| 6e | Dan Martin      | Irlande     | Israel Start-Up Nation | + 1 min 23 s    |
| 7e | Bauke Mollema   | Pays-Bas    | Trek-Segafredo         | + 1 min 45 s    |
| 8e | Diego Ulissi    | Italie      | UAE Team Emirates      | + 1 min 46 s    |
| 9e | Ben Hermans     | Belgique    | Israel Start-Up Nation | + 1 min 50 s    |
| 10e | Nairo Quintana  | Colombie    | Arkéa-Samsic           | + 1 min 59 s    |

### Classements UCI
La course attribue des points au Classement mondial UCI 2021 selon le barème suivant.
| Position           | 1er | 2e  | 3e  | 4e  | 5e | 6e | 7e | 8e | 9e | 10e | 11e | 12e | 13e | 14e | 15e | 16e à 30e | 31e à 40e |
| Classement général | 200 | 150 | 125 | 100 | 85 | 70 | 60 | 50 | 40 | 35  | 30  | 25  | 20  | 15  | 10  | 5         | 3         |